# SN 2003ca
SN 2003ca – supernowa odkryta 8 marca 2003 roku w galaktyce A092358+3002. W momencie odkrycia miała maksymalną jasność 23,20m.